# Kamienica Gizińska w Warszawie (Rynek Starego Miasta 29)
Kamienica Gizińska, także Sakresowska – kamienica zlokalizowana przy Rynku Starego Miasta 29 w Warszawie.

## Opis
Wybudowana przed 1442, jako własność Andrzeja Grabskiego. Następnie została sprzedana Maciejowi Haftarzowi. Kolejnymi jej właścicielami byli m.in.:
- od 1444 – Andrzej Kazub;
- od końca XVI wieku do 1671 – rodzina Gizów, która przebudowała ją na przełomie XVI i XVII wieku;
- po 1671 – rodzina Skrzeczkowiczów;
- 1743–1754 – Barbara z Sakresów, wdowa po malarzu Johannie Samuelu Mocku;
- 1754–1788 – Ignacy Ludwik Nowicki, metrykant koronny, który wynajmował lokale m.in. sekretarzowi królewskiemu S. Rembowskiemu;
- 1788–1846 – Józef i Anna Filipeccy i ich spadkobiercy;
- ok. 1849 – Edward i Maria Boehle (połączona na II piętrze z kamienicą nr 27, co miało na celu powiększenie winiarni K. Fukiera);
- 1908–1913 – Zofia Bogusławska;
- ok. 1920 – Józef i Helena Chmielińscy (częściowo wyremontowana);
- ok. 1929 – Teresa Gruszczyńska.

Najpierw była ona trzykondygnacyjna w stylu gotyckim. Jej częściowa przebudowa miała miejsce w drugiej połowie XVI wieku. W XVII wieku dobudowano murowana oficynę, której krata pochodzi z 1746 (od ul. Piwnej). W pierwszej połowie XVIII wieku dobudowano trzecie piętro i latarnię.
W 1793 w kamienicy znajdowała się siedziba „Gazety Warszawskiej”. W 1928 przeprowadzono remont kamienicy i ozdobiono ją polichromią Zofii Stryjeńskiej.
Zburzona podczas powstania warszawskiego (przetrwały fragmenty murów przyziemia z portalem i piwnice). W latach 1951–1953 odbudowana według projektu Wacława Podlewskiego. W 1953 fasada budynku została ozdobiona polichromiami Romana i Zofii Artymowskich (martwe natury i amorki). Budynek został też połączony z kamienicą nr 31 i ulokowano w nim siedzibę Instytutu Historii PAN. Zachowane zostały ocalałe fragmenty, odtworzono bryły i fasady sprzed 1944, na nowo zaprojektowano elewację tylną i wnętrza. Kamienica posiada cztery kondygnacje, jest trzytraktowa, a na dachu znajduje się trzyokienna latarnia.
W 1965 roku kamienica została wpisana do rejestru zabytków.